# Politique dans le canton de Genève

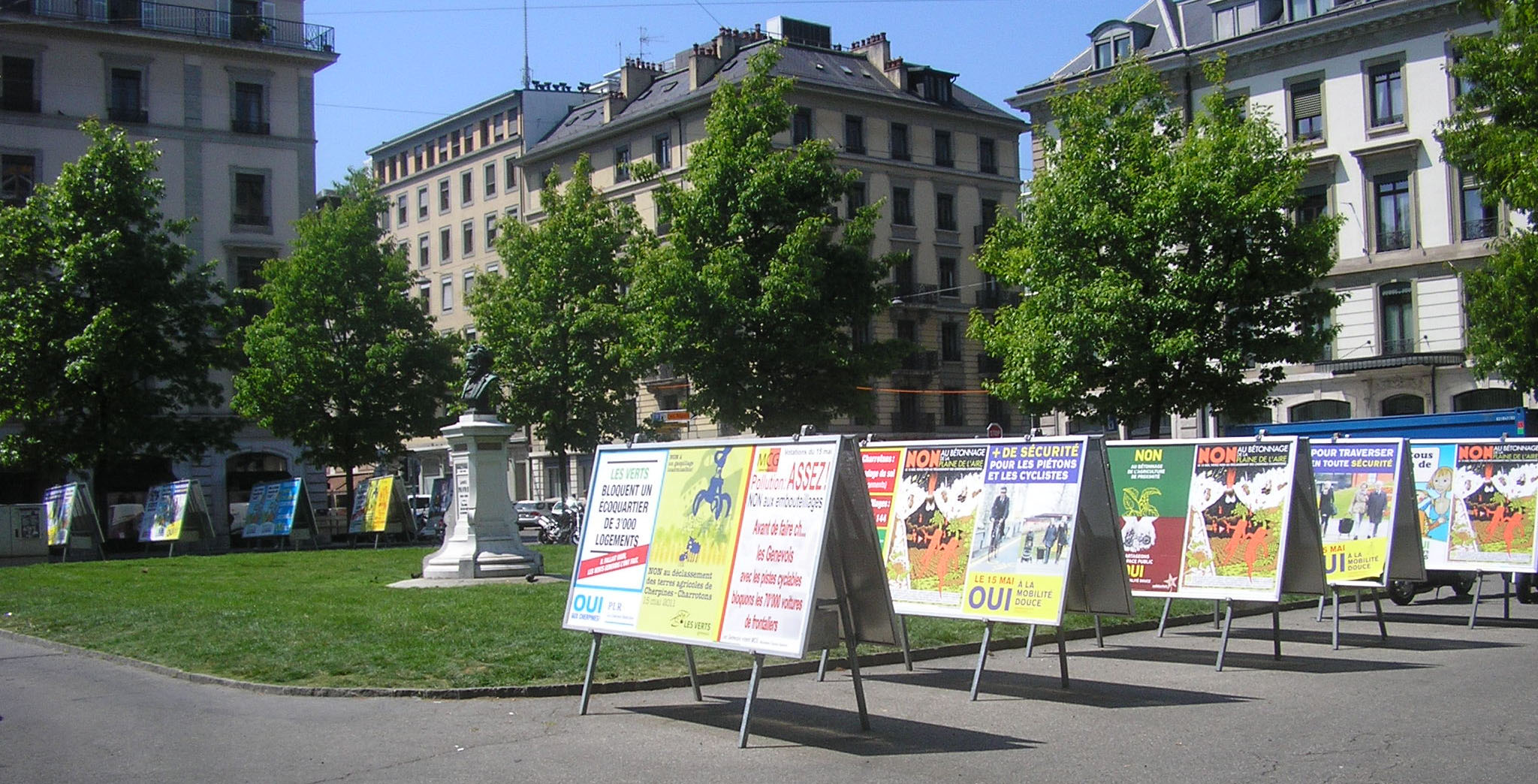
Affiches électorales à Genève en 2011, place des Alpes.

## Généralités
Le fédéralisme suisse donne une très large autonomie aux cantons suisses. Ainsi, chaque canton dispose d'une constitution propre. Les droits politiques notamment peuvent varier assez sensiblement d'un canton à l'autre, voire d'une commune à l'autre (par ex. le droit de vote des étrangers).
Les cantons disposent de larges prérogatives en ce qui concerne l'éducation et la formation, la santé, l'aide sociale, l'organisation de la justice, la police ou les transports. Les cantons lèvent aussi des impôts et taxes.
La constitution du canton de Genève présente la particularité d'être modifiable en partie alors que les constitutions des autres cantons doivent en général être entièrement révisées. Cette particularité a permis l'inscription de principes juridiques modernes (par ex. le droit au logement) dans une structure datant de près d'un siècle et demi, la constitution de 1847. Cependant, dans un souci de clarté et de lisibilité, la révision complète du texte a été proposée au peuple en votation en février 2008. Le principe ayant été accepté, l'Assemblée constituante de Genève a été élue le 19 octobre 2008, chargée de rédiger une nouvelle constitution pour le canton. Acceptée en votation le 14 octobre 2012 par 54,1 % des électeurs, la nouvelle constitution est entrée en vigueur le 1er juin 2013.

## Autorités

### Pouvoir législatif
Le pouvoir législatif est exercé par le Grand Conseil. Il est composé de 100 députés élus directement par le corps électoral au scrutin proportionnel tempéré d'un quorum de 7 %. Leur mandat dure 5 ans depuis l'entrée en vigueur de la nouvelle constitution en 2013. Il était de 4 ans auparavant (3 ans jusqu'en 1957) et est renouvelable indéfiniment. Dans plusieurs partis politiques, des règles internes limitent toutefois le nombre de mandats successifs.
Le Grand Conseil est compétent pour voter des lois dans tous les domaines de compétence du canton et pour approuver le budget et les comptes de l'État. En outre, il exerce la haute surveillance sur l'administration de l'exécutif. Genève est l'un des seuls cantons dans lequel chaque député dispose d'un droit d'initiative législative. Ainsi, chaque député peut soumettre au législatif un projet de loi entièrement formulé.
Le Grand Conseil est assisté d'un sautier.

#### Élections
2 avril 2023
Lors du premier tour, la population est notamment amenée à renouveler son parlement. À la suite des élections du 2 avril 2023, le Grand Conseil genevois, pour la seconde législature (2023-2028) se compose de la manière suivante:
Résultats du premier tour (participation de 37,14 % soit 99 742 suffrages exprimés sur 275 893 électeurs inscrits, le quorum est à 7 %, il y a 100 sièges à pourvoir):
|                                    |        |                |       |          |     |  |  |  |  |  |  |  |  |  |  |  |  |  |  |
| Partis                             | Voix   | Suffrages en % | +/-   | Sièges   | +/- |  |  |  |  |  |  |  |  |  |  |  |  |  |  |
| Parti libéral-radical (PLR)        | 17 281 | 19,02 %        | -6,16 | 22 / 100 | 6   |  |  |  |  |  |  |  |  |  |  |  |  |  |  |
| Parti socialiste (PS)              | 13 257 | 14,65 %        | -0,65 | 18 / 100 | 1   |  |  |  |  |  |  |  |  |  |  |  |  |  |  |
| Les Verts (PES)                    | 11 798 | 12,93 %        | -0,22 | 15 / 100 | 0   |  |  |  |  |  |  |  |  |  |  |  |  |  |  |
| Mouvement citoyen genevois (MCG)   | 10 603 | 11,72 %        | 2,29  | 14 / 100 | 3   |  |  |  |  |  |  |  |  |  |  |  |  |  |  |
| Union démocratique du centre (UDC) | 9 677  | 10,69 %        | 3,37  | 12 / 100 | 4   |  |  |  |  |  |  |  |  |  |  |  |  |  |  |
| Liberté et Justice Sociale (LJS)   | 7 823  | 8,45 %         | 8,45  | 10 / 100 | 10  |  |  |  |  |  |  |  |  |  |  |  |  |  |  |
| Le Centre (LC)                     | 7 057  | 7,88 %         | 2,83  | 9 / 100  | 3   |  |  |  |  |  |  |  |  |  |  |  |  |  |  |

Composition initiale (législature 2018-2023).
Composition initiale (législature 2013-2018).
Composition initiale (législature 2009-2013).
Composition initiale (législature 2005-2009).
Composition initiale (législature 2001-2005).
Composition initiale (législature 1997-2001).

### Pouvoir exécutif
Il est exercé par le Conseil d'État qui est un collège de sept membres élus directement et séparément par le corps électoral genevois au scrutin majoritaire. Il s'agit toujours d'une coalition.
Depuis la Constitution de 2012, le président du Conseil d'État, rompant avec l'habitude du tournus annuel parmi ses membres, est nommé par le Conseil d'État pour la durée complète du mandat (5 ans). Le président est responsable de la préparation des séances du Conseil d'État dont il arrête l'ordonnancement des travaux, en collaboration avec les autres membres du gouvernement et le chancelier. Il convoque les séances extraordinaires éventuelles. Il dispose également du pouvoir provisionnel, c'est-à-dire qu'il peut prendre des décisions exceptionnelles si la situation l'exige qui seront ensuite ratifiées formellement par le Conseil d'État. Cette présidence durant toute la législature est peu courante dans les autres gouvernements cantonaux, seul le canton de Bâle-Ville et celui de Vaud ont le même système.
À la suite de l'affaire Maudet, le Grand Conseil adopte le 21 novembre 2019 deux projets de loi pour un retour au tournus annuel de la présidence du gouvernement cantonal. Ces projets touchant à la Constitution genevoise doivent être soumis au vote populaire. Les deux textes sont approuvés par les électeurs lors de la votation du 27 septembre 2020 et mis en application. La présidence tournante est officiellement rétablie le 17 octobre 2020.
La composition du gouvernement pour le mandat de 2023 à 2028 est la suivante :
| Identité | Identité                   | Étiquette | Étiquette | Fonction                                                    | Département                                                                    |
| -------- | -------------------------- | --------- | --------- | ----------------------------------------------------------- | ------------------------------------------------------------------------------ |
|          | Nathalie Fontanet          |           | PLR       | Présidente depuis le 1er juin 2024                          | Département des finances et des ressources humaines (DF)                       |
|          | Thierry Apothéloz          |           | PS        | Vice-président depuis le 1er juin 2024                      | Département de la cohésion sociale (DCS)                                       |
|          | Antonio Hodgers            |           | Les Verts | Conseiller d'État Président du 1er juin 2023 au 31 mai 2024 | Département du territoire (DT)                                                 |
|          | Anne Hiltpold              |           | PLR       | Conseillère d'État                                          | Département de l'instruction publique, de la formation et de la jeunesse (DIP) |
|          | Carole-Anne Kast           |           | PS        | Conseillère d'État                                          | Département des institutions et du numérique (DIN)                             |
|          | Pierre Maudet              |           | LJS       | Conseiller d'État                                           | Département de la santé et des mobilités (DSM)                                 |
|          | Delphine Bachmann          |           | Le Centre | Conseillère d'État                                          | Département de l'économie et de l'emploi (DEE)                                 |
|          |                            |           |           |                                                             |                                                                                |
|          | Michèle Righetti-El Zayadi |           | Sans      | Chancelière d'État                                          | Chancellerie d'État (CHA)                                                      |

Le Conseil d'État est assisté d'un chancelier. Le poste est occupé par Michèle Righetti depuis le 14 mai 2018. Sa prédécesseur, Anja Wyden Guelpa (PSS) était chancelière de 2009 à 2018.
Les sept départements ainsi que la chancellerie forment l'administration cantonale genevoise. Au 31 décembre 2005, l'administration comptait 15 729 employés pour un nombre de postes total de 13 522,18.

#### Élections
28 mars 2021
| Nom des candidats | Suffrages | Parti | Parti       | Statut   |
| ----------------- | --------- | ----- | ----------- | -------- |
| Fabienne Fischer  | 47 507    |       | Les Verts   | Élue     |
|                   |           |       |             |          |
| Pierre Maudet     | 38 184    |       | Indépendant | Non élu  |
| Delphine Bachmann | 15 408    |       | PDC         | Non élue |
| Yves Nidegger     | 12 485    |       | UDC         | Non élu  |
|                   |           |       |             |          |
| Participation     | 42,74 %   |       |             |          |

7 mars 2021
En octobre 2020, à la suite de nombreux rebondissements dans l'affaire Maudet, le Conseil d'État accentue encore plus la crise politique que vit le canton depuis le début de l'affaire, en mai 2018. Il démet provisoirement Pierre Maudet de son département du développement économique (DDE) et le délègue à sa collègue ministre des Finances Nathalie Fontanet. Cette décision est prise en raison d'un premier rapport interne accablant sur les méthodes de travail du conseiller d'État avec ses collaborateurs. Il présente sa démission quelques jours plus tard et annonce qu'il se représente à sa propre succession.
| Nom des candidats | Suffrages | Parti | Parti            | Statut   |
| ----------------- | --------- | ----- | ---------------- | -------- |
| Fabienne Fischer  | 38 626    |       | Les Verts        | Non élue |
| Pierre Maudet     | 29 275    |       | Indépendant      | Non élu  |
| Cyril Aellen      | 20 129    |       | PLR              | Non élu  |
| Yves Nidegger     | 17 045    |       | UDC              | Non élu  |
| Michel Matter     | 12 322    |       | PVL              | Non élu  |
| Morten Gisselbaek | 6 407     |       | PdT              | Non élu  |
| Olivier Pahud     | 1 562     |       | Évolution suisse | Non élu  |
| Yann Testa        | 777       |       | PBD              | Non élu  |
|                   |           |       |                  |          |
| Majorité absolue  | 64 734    |       |                  |          |
| Participation     | 48,15 %   |       |                  |          |

15 avril et 6 mai 2018
Lors des élections de 2018, 31 candidats se disputent les sept premières places pour l'élection au Conseil d'Etat. Et à l'exception de François Longchamp (PLR), tous les autres sortants se représentent. Le 15 avril, Pierre Maudet obtient plus de 50 000 voix, il est donc largement réélu dès le premier tour. Lors du second tour, tous les candidats sortants sont réélus, sauf Luc Barthassat (PDC), qui perd son siège au profit du socialiste Thierry Apothéloz, qui le distancie de plus de 10 000 voix, et qui par la même occasion entre au gouvernement. C'est la PLR Nathalie Fontanet qui succède au siège du magistrat PLR François Longchamp.
| Nom des candidats     | Suffrages | Parti | Parti                | Statut                |
| --------------------- | --------- | ----- | -------------------- | --------------------- |
| Pierre Maudet         |           |       | PLR                  | Réélu au premier tour |
| Mauro Poggia          | 51 105    |       | MCG                  | Réélu                 |
| Serge Dal Busco       | 50 141    |       | PDC                  | Réélu                 |
| Antonio Hodgers       | 49 684    |       | Les Verts            | Réélu                 |
| Nathalie Fontanet     | 45 522    |       | PLR                  | Élue                  |
| Anne Emery-Torracinta | 44 905    |       | PS                   | Réélue                |
| Thierry Apothéloz     | 44 884    |       | PS                   | Élu                   |
|                       |           |       |                      |                       |
| Luc Barthassat        | 34 357    |       | PDC                  | Non réélu             |
| Jocelyne Haller       | 27 121    |       | EàG                  | Non élue              |
| Yves Nidegger         | 23 940    |       | UDC                  | Non élu               |
| Willy Cretegny        | 20 600    |       | Prospérité maîtrisée | Non élu               |
| Paul Aymon            | 9 428     |       | Santé!               | Non élu               |
|                       |           |       |                      |                       |
| Participation         | 35,00 %   |       |                      |                       |

| Nom des candidats       | Suffrages | Parti | Parti                     | Statut   |
| ----------------------- | --------- | ----- | ------------------------- | -------- |
| Pierre Maudet           | 50 180    |       | PLR                       | Réélu    |
|                         |           |       |                           |          |
| Mauro Poggia            | 43 728    |       | MCG                       | Non élu  |
| Serge Dal Busco         | 40 836    |       | PDC                       | Non élu  |
| Antonio Hodgers         | 40 754    |       | Les Verts                 | Non élu  |
| Anne Emery-Torracinta   | 33 350    |       | PS                        | Non élue |
| Thierry Apothéloz       | 32 982    |       | PS                        | Non élu  |
| Nathalie Fontanet       | 31 504    |       | PLR                       | Non élue |
| Sandrine Salerno        | 30 016    |       | PS                        | Non élue |
| Luc Barthassat          | 27 133    |       | PDC                       | Non élu  |
| Alexandre de Senarclens | 22 820    |       | PLR                       | Non élu  |
| Marjorie de Chastonay   | 23 370    |       | Les Verts                 | Non élue |
| Yvan Rochat             | 19 814    |       | Les Verts                 | Non élu  |
| Yves Nidegger           | 19 575    |       | UDC                       | Non élu  |
| Jocelyne Haller         | 17 774    |       | EàG                       | Non élue |
| Eric Stauffer           | 13 406    |       | GEM                       | Non élu  |
| Salika Wenger           | 12 102    |       | EàG                       | Non élue |
| Ana Roch                | 10 597    |       | MCG                       | Non élue |
| Jean Burgermeister      | 10 126    |       | EàG                       | Non élu  |
| Thomas Bläsi            | 9 728     |       | UDC                       | Non élu  |
| Ronald Zacharias        | 9 394     |       | GEM                       | Non élu  |
| Willy Cretegny          | 9 157     |       | Prospérité maîtrisée      | Non élu  |
| Daniel Sormanni         | 8 915     |       | MCG                       | Non élu  |
| Stéphane Florey         | 7 455     |       | UDC                       | Non élu  |
| Susanne Amsler          | 7 300     |       | PVL                       | Non élue |
| Jérôme Fontana          | 7 228     |       | PVL                       | Non élu  |
| Magali Orsini           | 4 893     |       | La liste pour Genève      | Non élue |
| Paul Aymon              | 3 853     |       | Santé!                    | Non élu  |
| Thierry Vidonne         | 3 600     |       | PBD                       | Non élu  |
| Pierre Gauthier         | 3 399     |       | La liste pour Genève      | Non élu  |
| Axel Amberger           | 3 132     |       | Rien pour pas grand chose | Non élu  |
| André Leitner           | 1 986     |       | PBD                       | Non élu  |
|                         |           |       |                           |          |
| Majorité absolue        | 49 011    |       |                           |          |
| Participation           | 38,77 %   |       |                           |          |

### Pouvoir judiciaire
Le canton - souverain en tant que sa souveraineté n’est pas limitée par la Constitution fédérale (art. 3 Cst. féd.) - est responsable de l'exécution de certaines lois fédérales et des lois cantonales sur son territoire. Il dispose pour ce faire de juridictions dans tous les domaines du droit (droit civil, droit pénal, droit administratif).
Le canton de Genève a la particularité de ne former qu’un seul et unique arrondissement en matière judiciaire. C’est dire qu’il n’existe, pour tout le canton, qu’une seule juridiction de première instance en matière civile (le Tribunal civil) et une seule juridiction de première instance en matière pénale (le Tribunal pénal). La juridiction de seconde instance est confiée à la Cour de justice, constituée d’une cour civile, d’une cour pénale et d’une cour administrative ; la Cour de justice est donc l’équivalent de ce que la plupart des cantons nomment « Tribunal cantonal » (Kantonsgericht).
Dès lors, à Genève, le pouvoir judiciaire est exercé par:
- le Ministère public,
- le Tribunal civil, comprenant le Tribunal de première instance, le Tribunal des baux et loyers et la commission de conciliation en matière de baux et loyers,
- le Tribunal pénal, comprenant le Tribunal des mesures de contrainte, le Tribunal de police, le Tribunal correctionnel, le Tribunal criminel et le Tribunal d’application des peines et des mesures,
- le Tribunal tutélaire et Justice de paix,
- le Tribunal des prud’hommes,
- le Tribunal des mineurs,
- le Tribunal administratif de première instance,
- la Cour de justice comprenant la Cour civile, soit la chambre civile, la chambre des baux et loyers, la chambre des prud’hommes, et la chambre de surveillance; la Cour pénale, soit la chambre pénale de recours et la chambre pénale d’appel et de révision; la Cour de droit public, soit la chambre administrative et la chambre des assurances sociales,
- la Cour d’appel du pouvoir judiciaire.

Aux conditions définies par la loi fédérale sur le Tribunal fédéral, les jugements et arrêts des juridictions genevoises peuvent être portés devant le Tribunal fédéral.
Les magistrats, très souvent élus tacitement via la Commission inter-partis , sont soumis à la surveillance du Conseil supérieur de la magistrature pendant la durée de leurs fonctions. On trouve la liste des magistrats genevois (par juridiction, par ancienneté, par répartition politique) sur le site internet de l'institution.
Le pouvoir judiciaire est gouverné par un organe nommé Commission de gestion. Cette commission se compose du Procureur général qui la préside, d’un magistrat d’un tribunal ou d’une cour civils, d’un magistrat d’une juridiction ou d’une cour pénales, d’un magistrat d’un tribunal ou d’une cour administratifs et d’un membre du personnel du pouvoir judiciaire. Par ailleurs, le Secrétaire général assiste aux séances de la Commission de gestion; il a voix consultative. Les membres de la Commission de gestion sont élus pour 3 ans et rééligibles une fois.

#### Procureur général
A Genève, le Procureur général est considéré - honorifiquement - comme le premier magistrat de la République, même si le règlement concernant le protocole le place au 3e rang. De fait, l’office de ce magistrat est très ancien puisque sa création remonte à 1534.
Le Procureur général est élu par le corps électoral selon le système majoritaire pour un mandat de 6 ans. Il organise et dirige le Ministère public, préside la Commission de gestion du pouvoir judiciaire et exerce d’autres compétences en matières civile et administrative que lui confère la loi. Ce poste est actuellement occupé par Olivier Jornot, élu par le Grand Conseil genevois le 1er décembre 2011 pour terminer le mandat de Daniel Zappelli, démissionnaire. Le 13 avril 2014, Olivier Jornot est réélu pour un nouveau mandat de 6 ans. Le 3 février 2020, il est réélu tacitement pour un troisième mandat de 6 ans.

### Cour des comptes
Le 27 novembre 2005, les électeurs genevois approuvent la création d'une Cour des comptes sur le modèle français avec 85,9 % des voix.
Cette nouvelle entité est élue par le corps électoral, pour un mandat de 6 ans, en un seul collège et au système majoritaire. La cour des comptes genevoise compte 3 magistrats et 3 suppléants. Organe externe, indépendant et autonome, elle est chargée de contrôler l'administration cantonale, les institutions cantonales de droit public et les divers organismes subventionnés. Les contrôles qu'elle opère relève de son libre choix et font l'objet de rapports publics, pouvant comporter des recommandations, qui sont communiqués au Conseil d'État, au Grand Conseil ainsi qu'à l'entité contrôlée. Il est à relever que cette institution est une première en Suisse.
Ses magistrats sont élus pour la première fois le 24 septembre 2006 :
- Magistrats :
  - Stanislas Zuin
  - Antoinette Stalder - Démissionnaire, remplacée par Daniel Devaud lors d'une élection complémentaire le 18 septembre 2011.
  - Stéphane Geiger
- Suppléants :
  - Michel Ducommun
  - Marco Ziegler
  - Myriam Nicolazzi

Deux magistrats, Daniel Devaud et Stéphane Geiger, ne se sont pas représentés à l'élection du 4 novembre 2012. Le taux de participation était de 27,80 %.
- Magistrats :
  - François Paychère
  - Isabelle Terrier
  - Stanislas Zuin (2e mandat)
- Suppléants :
  - Hans Isler
  - Myriam Nicolazzi (2e mandat)
  - Marco Ziegler (2e mandat)

Étant la seule liste présente, cette-dernière, composée d’un ticket (PLR-PS-PDC-VERTS) est élue tacitement et l’élection prévue le 23 septembre 2018 est annulée. Isabelle Terrier et François Paychère se représentent en tant que magistrat tandis que la sortante Myriam Nicolazzi est à nouveau candidate au poste de magistrate suppléante.
- Magistrats :
  - Isabelle Terrier (2e mandat)
  - François Paychère (2e mandat)
  - Sophie Forster Carbonnier
- Suppléants :
  - Frédéric Varone
  - Dominik Spiess
  - Myriam Nicolazzi (3e mandat)

## Partis politiques
Le système des partis genevois est relativement complexe. Souvent calqué sur le modèle et les rapports de force de son voisin français, le modèle genevois n'échappe pas pour autant aux grands courants helvétiques. Bien au contraire, ces dernières années, celui-ci semble avoir pris une direction plus consensuelle qui relève davantage du système partisan des autres cantons romands.

### Partis représentés au Grand Conseil
Voici la liste des partis parlementaires classés de la droite à la gauche et présent pour la législature 2023-2028 :
- Union démocratique du centre (UDC) : Arrivé tardivement sur la scène politique genevoise en comparaison de son installation dans les autres cantons suisses, le parti a néanmoins su rapidement trouver sa place à la droite de l'échiquier politique. Lors des élections de 2023, le parti obtient un score de 10,69%, lui permettant d'obtenir 12 sièges.
- Parti libéral-radical: Le parti est issu de la fusion en 2009 entre le Parti libéral genevois et le Parti radical genevois, faisant suite à leur union au niveau national. En 2009, le parti est le premier du canton, mais a connu un recul de 7 sièges aux élections de 2013. En 2023, le parti perd 6,16 % mais reste cependant la première force politique du canton, puisqu'il obtient 22 sièges au parlement et garde deux magistrats au gouvernement : Nathalie Fontanet et Anne Hiltpold.
- Mouvement citoyens genevois (MCG) : Jeune parti fondé en 2005, son discours populiste et ses idées de "priorité aux Genevois", souvent dirigées contre les travailleurs frontaliers, ont permis au MCG de trouver une audience rapidement à Genève, jusqu'à en faire le deuxième parti du canton lors des élections cantonales de 2009, et à nouveau, en 2013. Lors des élections de 2023, le parti gagne 3 sièges au parlement (14 sièges par rapport à 11 en 2018). Le parti devient la 4ème force du canton.
- Le Centre : Le parti prônant une politique modérée voit son nombre d'élus diminuer en 2023 passant de 12 sièges à 9. Il réussit tout de même à faire le quorum avec un score de 7,88%, se positionnant ainsi comme la dernière force politique du canton. Il parvient tout de même à obtenir un siège au Conseil d'Etat avec l'élection de Delphine Bachmann.
- Liberté et Justice sociale : Le parti de Pierre Maudet fait son entrée lors des élections de 2023. Il fait le score de 8,45% et obtient 10 sièges, se plaçant comme avant-dernière force du canton. Ce nouveau parti n'est pas structuré et est donc difficile à placer sur l'échiquier politique. LJS reste tout de même un parti centriste. Il parvient à faire élire son illustre créateur, Pierre Maudet, au Conseil d'Etat.
- Les Verts: Les Verts ont connu dans les années 2000 une progression constante du nombre de leurs élus, au niveau cantonal. Cependant lors des élections de 2023, le nombre d'élus stagne en obtenant 15 sièges, étant la troisième force du canton.
- Parti socialiste : Positionné entre la social-démocratie et la gauche radicale, il est la deuxième force politique du canton. Il parvient lors des dernières élections à obtenir un siège supplémentaire (18 au total) bien qu'il ait perdu 0,65% des voix. Le parti parvient à faire élire deux représentants au gouvernement en la personne de Thierry Apothéloz et Carole-Anne Kast.

### Autres partis
- Vert'libéraux genevois : section genevoise du parti vert'libéral suisse, fondée en 2010. Encore jeune, le parti n'a pas encore trouvé son électorat, n'ayant que peu bénéficié de la percée du parti au niveau fédéral. Il dispose toutefois d'une dizaine de conseillers municipaux dans des communes de la périphérie. En 2013, avec 3,16 % des voix, il n'atteint pas le quorum lors de l'élection au Grand Conseil.
- Parti Pirate genevois: section genevoise du Parti pirate suisse, fondée début 2011. Le parti, complexe à placer sur l'échiquier politique, n'est pas encore parvenu à faire élire un candidat lors d'élections dans le canton. Il a été crédité de 1,61 % des voix lors des élections de 2013.
- Parti Bourgeois Démocratique genevois: section genevoise du Parti Bourgeois Démocratique suisse. De formation très récente, la section genevoise du PBD n'a pour l'instant pris part qu'aux élections cantonales de 2013, recueillant 0,56 % des voix. Son positionnement sur un créneau de centre-droit déjà encombré rend ses chances de succès incertaines.
- Parti Évangélique Genève: section genevoise du Parti évangélique suisse. Bien qu'officiellement toujours en activité, le parti n'a plus pris part à une élection dans le canton depuis plusieurs années et n'a que très peu de visibilité.
- Parti Populaire Genevois (PPGE) : Après plus de douze ans en politique, l'ancien Député Pascal Spuhler fonde le Parti Populaire Genevois. Ce nouveau parti naît le 1er mai 2018 et se bat pour défendre la « classe moyenne », plus largement reconnaissable dans le terme « classe populaire ». Ses principaux objectifs sont de lutter contre les incivilités, défendre la classe moyenne, les travailleurs du secteur privé, petits commerçants, locataires retraités, jeunes en formation ainsi que tous les Genevois et résidents qui n’arrivent plus à boucler leurs fins de mois.

## Droits civiques
Les citoyennes et citoyens sont électeurs et éligibles à condition d'être de nationalité suisse et d'être domiciliés dans le canton de Genève. Les étrangers domiciliés depuis au moins 8 ans en Suisse (dont 3 mois dans le canton) obtiennent le droit de vote au niveau communal le 24 avril 2005 à la suite du dépôt d'une double initiative populaire. Celle octroyant également le droit d'éligibilité est en revanche refusée. Genève suit ainsi la plupart des cantons romands, plus libéraux que les cantons alémaniques, quant aux possibilités données aux étrangers de participer à la vie politique locale.
Les citoyens et citoyennes du canton de Genève disposent du droit de référendum et du droit d'initiative populaire. Ces droits existent aussi au niveau de la Confédération. Pour toutes les lois concernant un nouvel impôt ou la modification d'un impôt existant, un référendum facilité est prévu. Les lois modifiant la constitution sont soumises à un référendum obligatoire. Le droit de référendum permet en outre de soumettre au corps électoral une loi votée par le Grand Conseil. Il faut pour ce faire réunir les signatures de 2 % des titulaires des droits politiques au moins, dans les 40 jours qui suivent la publication d'une loi. Si les signatures sont réunies, le corps électoral est obligatoirement appelé aux urnes lors d'une votation. Le droit d'initiative permet à n'importe quel citoyen du canton de proposer une loi nouvelle ou la modification d'une loi existante. Il faut déposer les signatures de 2 % des titulaires des droits politiques au moins pour que la proposition soit soumise au vote populaire. Pour les modifications partielles ou totales de la constitution, 4 % des titulaires des droits politiques doivent en faire la proposition. Le parlement peut décider de soutenir l'initiative ou de lui opposer un contre-projet. Dans ce cas, la proposition initiale est soumise au vote avec le contre-projet. Le corps électoral se prononce alors sur l'un ou l'autre texte.
Les droits civiques pour les citoyens genevois et les confédérés (c'est-à-dire les gens originaires d'autres cantons mais établis à Genève et qui ont le droit de cité cantonal) sont les suivants :
- Référendum facultatif : les lois votées pas le Grand Conseil peuvent être soumises à un référendum si 2 % des titulaires des droits politiques le demandent dans les 40 jours qui suivent la publication de la loi.
- Référendum facilité : les lois votées par le Grand Conseil et qui ont comme objet un nouvel impôt ou un changement sur un impôt existant ou une modification de la législation sur le logement, la protection des locataires et l’habitat peuvent faire l'objet d'un référendum si 500 titulaires des droits politiques le demandent.
- Référendum municipal : Les conditions varient selon la taille de la commune, de 30 % de l'électorat pour les communes de moins de 500 habitants à 4 000 électeurs en Ville de Genève.
- Initiative législative cantonale : 2 % des titulaires des droits politiques peuvent faire une proposition, formulée ou non, au Grand Conseil. Si celle-ci est refusée, elle passe en votation cantonale.
- Initiative constitutionnelle cantonale : 4 % des titulaires des droits politiques peuvent faire une proposition de révision totale ou partielle de la constitution.
- Initiative municipale : Les conditions varient selon la taille de la commune, de 30 % de l'électorat pour les communes de moins de 500 habitants à 4 000 électeurs en Ville de Genève.

## Représentants au niveau fédéral

### Conseil fédéral
Au cours de son histoire, Genève a envoyé cinq conseillers fédéraux à Berne : Jean-Jacques Challet-Venel, Adrien Lachenal, Gustave Ador, Ruth Dreifuss et Micheline Calmy-Rey (originaire du Valais).

### Assemblée fédérale (parlement)
À la suite des élections fédérales du 20 octobre 2019,
le canton est représenté au Conseil national, pour la législature 2019 - 2023, par :
- Laurence Fehlmann Rielle et Christian Dandrès (PSS)
- Nicolas Walder, Delphine Klopfenstein Broggini et Isabelle Pasquier (Verts)
- Michel Matter (PVL)
- Christian Lüscher et Simone de Montmollin (PLR)
- Céline Amaudruz et Yves Nidegger (UDC)
- Vincent Maitre (PDC)
- Stéfanie Prezioso (EàG)

De même, à la suite des élections fédérales du 20 octobre 2019,
le canton est représenté au Conseil des États, pour la législature 2019 - 2023, par :
- Lisa Mazzone (Verts)
- Carlo Sommaruga (PSS)

## Niveau communal
Les citoyens et citoyennes de Genève disposent du droit de référendum et d'initiative populaire.
Pour plus d'informations sur la politique d'une commune genevoise, choisissez-la dans la liste des communes du canton de Genève.